# فندق البصرة الدولي

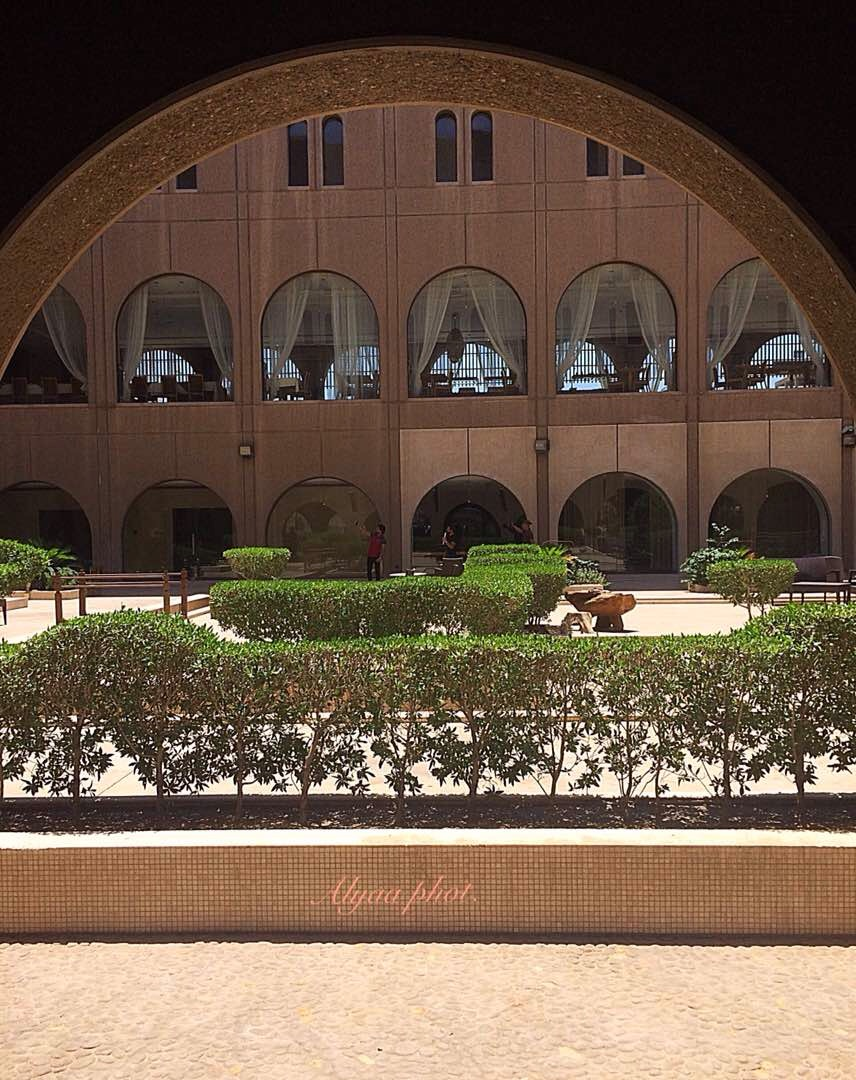
مشهد للفندق من الداخل

يعتبر فندق البصرة الدولي أو (الشيراتون) سابقا أكبر وافخم فندق في جنوب العراق باحتوائه على 200 غرفة وسبعة سويتات رئاسية وخمسة مطاعم وحوض سباحة خارجي ونادي رياضي وخدمات مصرفية وحدائق وقاعة مؤتمرات فخمة.أعيد افتتاحه عام 2010 بعد إعادة تأهيله بكلفة 55 مليون دولار بعد أن تم تدميره عام 2003 أثناء الاحتلال الأمريكي للعراق. ويقع الفندق على ضفاف شط العرب وعلى شارع كورنيش البصرة.يذكر أن فندق البصرة الدولي (الشيراتون) أنشيء من قبل شركة يابانية مطلع ثمانينيات القرن الماضي. وكان التصميم الأساسي للفندق يحاكي التراث المعماري للمدينة حيث أن واجهة الفندق كانت تطل منها شرفات خشبية كبيرة على غرار «بيوت الشناشيل» التي تعرضت معظمها إلى الاندثار في السنوات الأخيرة، فيما قامت الشركة المنفذة لمشروع إعادة تأهيل الفندق بوضع شرفات زجاجية زرقاء اللون بدل الشرفات الخشبية.